# 메이데이
메이데이(영어: Mayday)는 무선 전송 원격 통신(voice-procedure radio communications)에서 조난 신호(distress signal)로 쓰이는 국제적인 긴급 신호이다. 이 말은 프랑스어 'venez m'aider' 또는 'm'aidez'에서 나온 말로. "날 도우러 오시오"라는 뜻의 뒷부분이 몬더그린화되며 정착된 단어이다. 메이데이는 경찰, 비행기 조종사, 소방수, 운송 기관 등 여러 단체에서 생명이 위급한 상황에 쓰는 만국공통의 국제적인 구난 요청신호중 하나신호이다.
이 말은 항상 세번씩 연달아 부르는데 ("메이데이-메이데이-메이데이") 이는 즉각적인 도움을 요청하는 긴급 조난통신이라는 사실을 공지하는 것이므로 사용 중인 모든 통신기는 무선침묵을 해야한다. 또한 시끄러운 상황에서 비슷한 말로 혼동되거나 메시지에서 'mayday' (메이데이)가 나올 때 'May Day(노동절)'와 구분하기 위함이다.

## 역사
"메이데이" 절차적 용어의 기원은 1921년 런던 크로이던 공항의 고위급 통신사에서 비롯되었다.

## 같이 보기
- CQD